# Paul Barbă Neagră

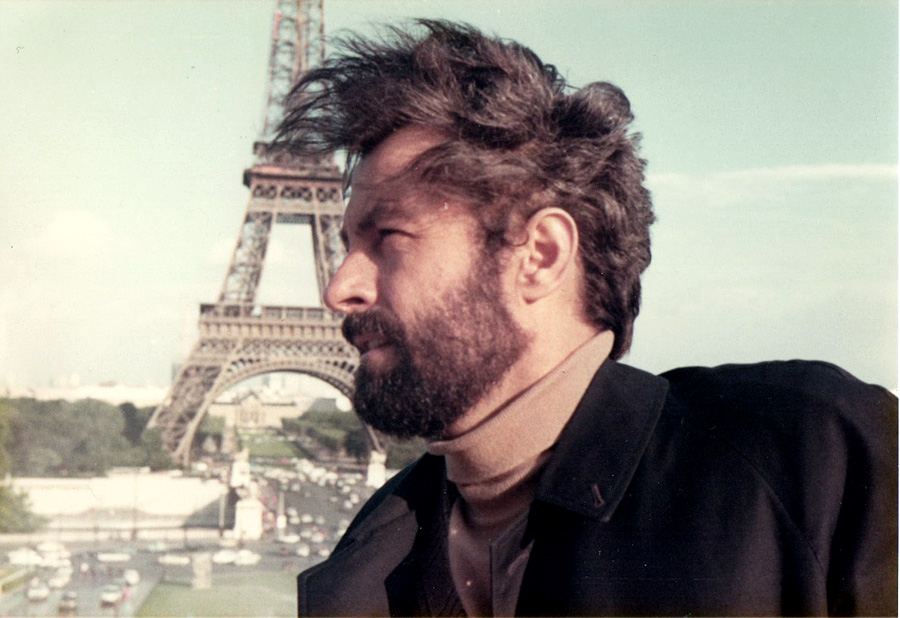
Paul Barbă Neagră

Paul Barbă Neagră of Barbăneagră ( Isaccea, 11 februari 1929 - 13 oktober 2009) was een Roemeens filmregisseur en essayist.
Neagră studeerde geneeskunde en cinematografie in Boekarest. Vanaf 1957 regisseerde hij korte en halflange documentaires over cultuur en kunst in het communistische Roemenië. Tijdens het bezoek aan een plaatselijk filmfestival in Tours, vroeg hij politiek asiel aan en werkte en woonde sindsdien in Frankrijk. Hij werkte daar ook voor de media ( France 2, France 3 en Radio Free Europe).
Voor het scenario van zijn film Versailles Palais-Temple du Roi Soleil kreeg hij een eerste prijs op Festival International du Film d’Art. De film was de eerste in de reeks Architecture et Géographie sacrée. Tot deze reeks behoort ook de documentaire Mircea Eliade et la Redécouverte du Sacré.
- Gemeinsame Normdatei: 188416463
- International Standard Name Identifier: 0000 0000 5562 5279
- Library of Congress Control Number: n85380538
- Nationale Bibliotheek van Tsjechië: jn20010602673
- Nationale Bibliotheek van Israël: 987007438983905171
- Nederlandse Thesaurus van Auteursnamen: 071487883
- Réseau des bibliothèques de Suisse occidentale: 02-A002967471
- Système universitaire de documentation: 174781806
- Virtual International Authority File: 67931400
- WorldCat: E39PBJth9ccBrMDkRFg3hm8t8C